# Stuck (Gebäck)

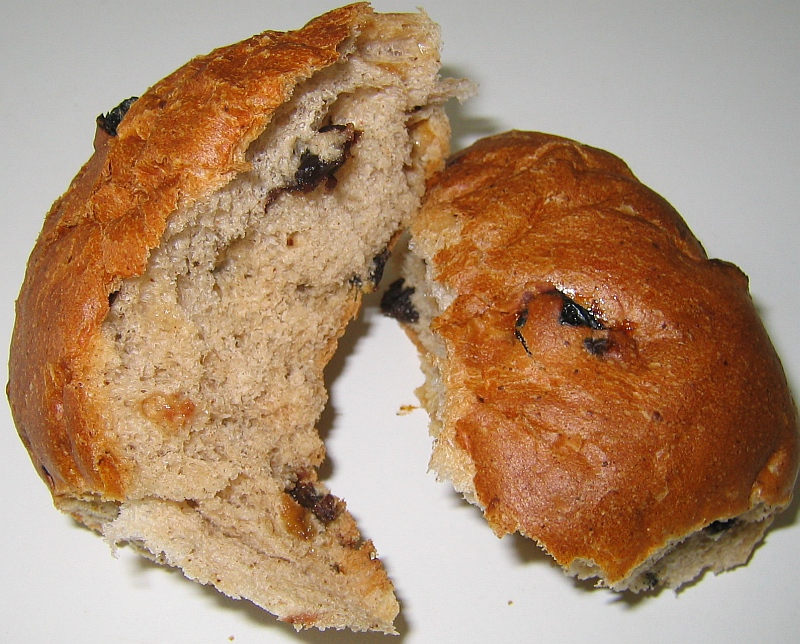
Stuck

Stuck ist ein kugelförmiges Roggen-Gebäck mit Korinthen sowie „weihnachtlichen“ Zutaten wie Gewürznelke und Zimt. Hergestellt und vertrieben wird es ausschließlich im Berchtesgadener Land. Obwohl der Begriff Stuck dem hochdeutschen Stück entspricht, heißt es in der Region sowohl das Stuck als auch der Stuck.
Stuck wird meist aneinandergereiht in zwei Zeilen zu drei Stück bzw. in Sechser-Riegeln angeboten, davon kann nach Bedarf auch eine geringere Anzahl abgelöst werden. Das Gebäck, das zu den Gebildbroten zählt, kann ohne weitere Beilagen verzehrt werden, wird zuweilen aber auch wie eine Semmel aufgeschnitten und mit Butter bestrichen.
Ursprünglich nur vom 1. November (Allerheiligen) bis zum Nikolaustag am 6. Dezember erhältlich, setzt inzwischen der Verkauf schon Ende August, Anfang September ab dem ersten Schultag nach den Sommerferien ein.

## Geschichte
In den Zeiten, als die Fürstpröpste das Berchtesgadener Land regierten, war mit dem Stuck auch ein Bettelbrauch an Allerseelen (2. November) verbunden. Dabei war zuerst tatsächlich von einem „Stück“ eines Kuchens wie des auch im bayerischen Oberland bekannten Hefegebäcks „Seelenzopf“ die Rede. Arme, zumeist „ältere Leute“, bettelten um „a Stuck“ und „beteten dabei laut“. Laut dem Volkskundler Rudolf Kriss habe sich „schon 1731 der Pfarrer von Schellenberg beschwert, dass die Leute wegen des Stuckeinsammelns den Gottesdienst versäumten.“ „Nachdem in Berchtesgaden alles ein wenig anders ist“, hielten die Bauern anstelle des Hefezopfs dann eine Stuck-Tafel mit seinerzeit noch zwei Zeilen zu vier Stück vor – vermutlich weil sie sich für die Bettler leichter teilen ließ.
Noch heute schenken an Allerseelen (lt. anderer Quelle an Allerheiligen) „traditionsbewusste Berchtesgadener“ Tauf- und Firmpaten ihren anvertrauten Kindern im Berchtesgadener Land ein sogenanntes „Stuckgeld“.